# Otto Faller

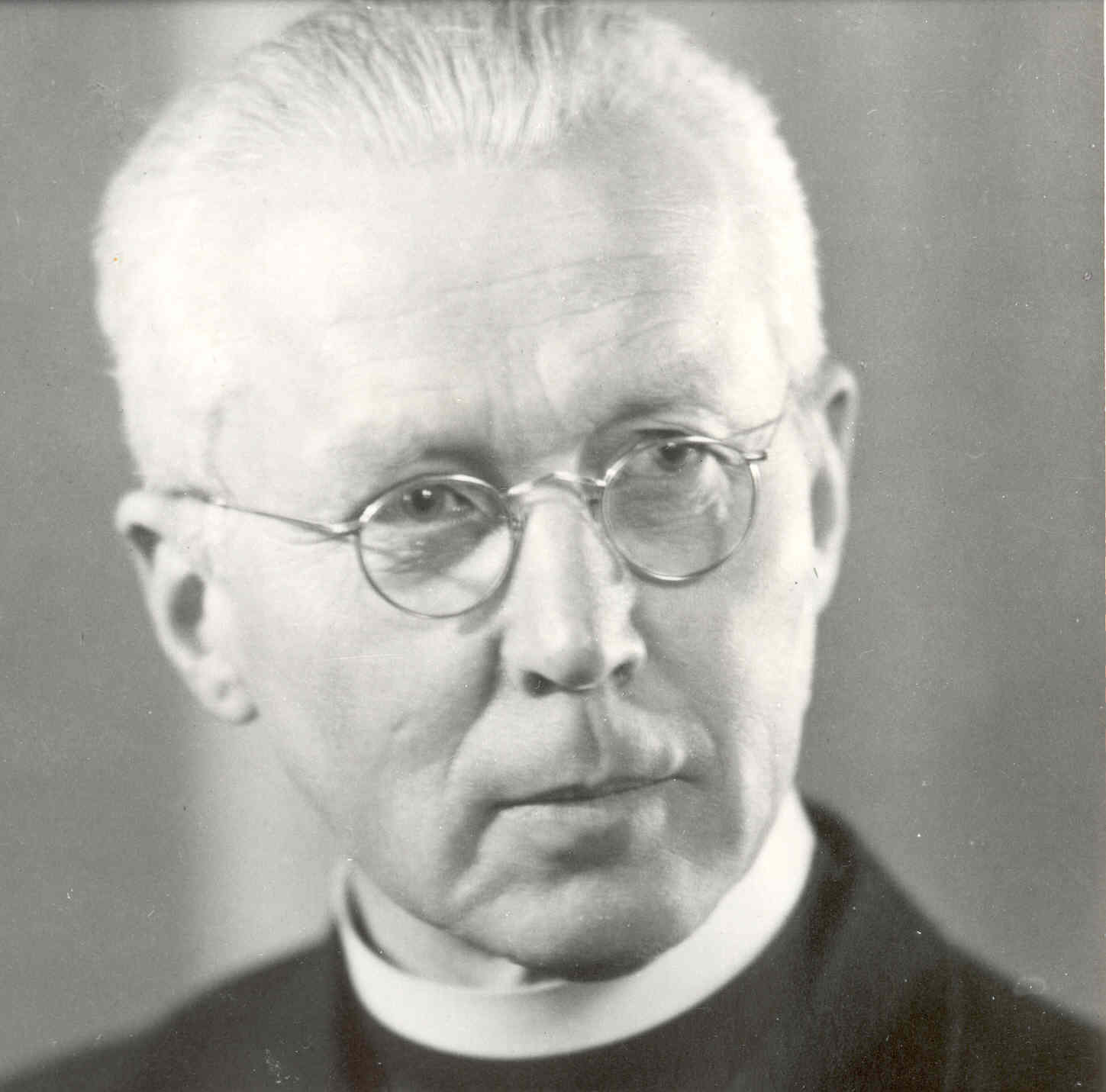
Pater Otto Faller SJ als Provinzial (Foto 1951)

Otto Faller (* 18. Februar 1889 in Saig; † 16. Mai 1971 in St. Blasien) war Provinzial der deutschen Jesuiten, Rektor und Direktor in den Kollegien Stella Matutina (Österreich) und Kolleg St. Blasien (Deutschland), Patrologe an der päpstlichen Universität Gregoriana in Rom, und Editor der Werke des Kirchenlehrers Ambrosius von Mailand. Otto Faller arbeitete an der Vorbereitung des Dogmas der leiblichen Aufnahme Mariens in den Himmel. Er leitete in den späten Kriegsjahren eine neue päpstliche Hilfsorganisation für Notleidende und Flüchtlinge.

## Leben

### Die ersten Jahre
Otto Faller wurde am 18. Februar 1889 in Saig über Titisee im Großherzogtum Baden geboren. Trotz erheblicher Opposition seiner Familie und seiner Enterbung wegen dieses Schrittes trat er mit 21 Jahren dem Jesuitenorden bei, der in Deutschland seit dem Kulturkampf verbotenen war. Er studierte Theologie in Tisis und Valkenburg aan de Geul. Nach den philosophischen und theologischen Studien begann sein Studium der klassischen Sprachen in Wien und Münster. Otto Faller legte zwei Promotionen ab, in Theologie und Philosophie. 1918 wurde er in Feldkirch zum Priester geweiht. 1924 begann er in Feldkirch seine Lehrtätigkeit in der Stella Matutina.

### Feldkirch und St. Blasien

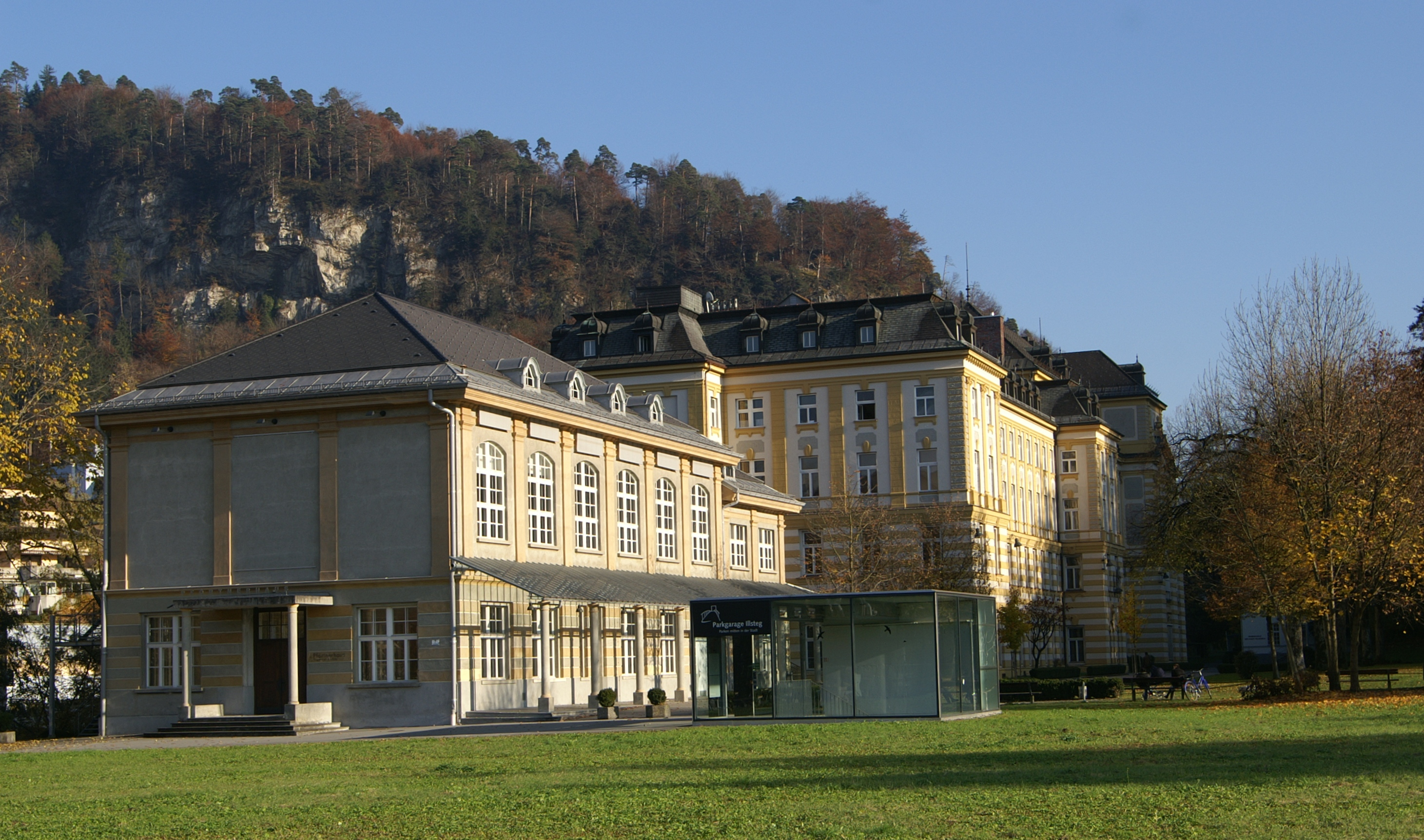
Stella Matutina

Auf Wunsch von Jesuitengeneral Wladimir Ledochowski sollte Otto Faller in München die Leitung der Zeitschrift Stimmen der Zeit übernehmen. Er blieb jedoch in Feldkirch, von wo er die Verhandlungen mit der Berliner Reichsregierung über eine Anerkennung des Kollegs Stella Matutina als deutsche Auslandsschule leitete. 1929 wurde er dort Direktor beider Gymnasien. Nach der Machtergreifung durch die Nationalsozialisten in Deutschland, versuchte die deutsche Reichsregierung Österreich mit der Tausend-Mark-Sperre unter Druck zu setzen. Damit war der Transfer der Pensionsgelder aus Deutschland auf absehbare Zeit nicht mehr gesichert. Der bisherige Studien-Direktor P. Otto Faller (1929–1934) leitete den schulischen Umzug und wurde Schuldirektor im neuen Kolleg St. Blasien im Schwarzwald. Mit den gegensätzlichen Bildungsidealen des Nationalsozialismus konfrontiert, musste der Orden unter NS Druck die Schule bereits 1939 schließen.

### Römische Jahre
Otto Faller ging nach Rom, wo Jesuitengeneral Wladimir Ledóchowski ihn mit einer Professur für Patrologie an der Gregoriana betraute, und ihn zum Superior des Scriptoriums, der Residenz von Jesuitengelehrten machte. Zusammen mit Monsignore Baldelli und Monsignore Egger wurde er von Papst Pius XII. beauftragt, eine päpstliche Hilfsorganisation aufzubauen Die Pontificia Commissione Di Assistenza arbeitete eng mit Madre Pascalina Lehnert, die ein päpstliches Magazin leitete und Monsignore Giovanni Battista Montini, dem späteren Paul VI., zusammen. Angesichts des zunehmenden Flüchtlingsproblem vor allem in Italien, leitete Faller das neue päpstliche Flüchtlingsprogramm bis 1946 mit Baldelli und Egger. Dem Wunsch des Papstes auf Gründung einer päpstlichen Flotte, die Flüchtlinge aus Europa nach Amerika, und Lebensmittel und Gebrauchsgüter von Amerika nach Europa bringen sollte, konnte trotz erheblicher Bemühungen nicht entsprochen werden, da beide Seiten die Sicherheit neutraler Schiffe nicht garantieren wollten.

### Jesuitenprovinzial
Nach dem Krieg kehrte Faller in die zerstörte Heimat zurück und eröffnete gegen den ursprünglichen Willen seiner Oberen, aber mit tatkräftiger Unterstützung von Papst Pius XII. und Madre Pascalina das Kolleg St. Blasien zum zweiten Male, das er bis 1951 als Rektor und Schuldirektor leitete. Als langjähriger Schulleiter hatte er den Hoheitsanspruch des Staates gegenüber Privatschulen mehrfach erfahren. 1949 gründete er eine Allianz aus katholischen, evangelischen und freireligiösen Privatschulen, mit dem Ziel, den schulischen Freiheitsraum in der Verfassung und den Schulgesetzen zu wahren. Für diese erfolgreichen Bemühungen erhielt Otto Faller 1967 das Bundesverdienstkreuz 1. Klasse vom Bundespräsidenten der Bundesrepublik Deutschland durch seinen Schüler Minister Heiner Geißler überreicht. Die Gründung einer Altschülervereinigung, der Stellanervereinigung e. V. wurde von ihm 1949 angeregt.
1950 ernannte ihn der Jesuitengeneral Jean-Baptiste Janssens zum Provinzial der oberdeutschen Ordensprovinz, die damals etwa 450 Mitglieder zählte und Kerala, Indien und Teile Indonesiens mitverwaltete. Als Provinzial setzte er sich weiter für das Privatschulrecht ein. 1954 gab er den Auftrag, zur besseren Erforschung und Verbreitung der katholischen Soziallehre, ein Sozialinstitut des Jesuitenordens in Angriff zu nehmen. Das Heinrich-Pesch-Haus in Mannheim wurde von ihm am 18. Januar 1956 eröffnet. Ein Anliegen war ihm die Seligsprechung von P. Rupert Mayer, für dessen Prozess 1951 die notwendigen Dokumentationen von ihm nach Rom geschickt und dort unterstützt wurden. Nach nur fünf Jahren hat Papst Pius XII. den 1945 verstorbenen P. Mayer zum Diener Gottes bestimmt. Nach einem Herzinfarkt trat Otto Faller von seinen Ämtern zurück und widmete sich ab 1957 der textkritischen Ausgabe des Kirchenvaters Ambrosius CSEL in Wien. Otto Faller starb im Kolleg St. Blasien am 16. Mai 1971.

## Werk
Neben seinen Veröffentlichung über die Aufnahme Marias in den Himmel galt Ambrosius von Mailand sein Hauptinteresse.

### Mariä Aufnahme in den Himmel
Während Fallers Zeit in Rom wurde das Dogma zur Aufnahme Mariens in den Himmel theologisch vorbereitet. Da die ersten Jahrhunderte dazu schwiegen, gab es Erklärungsbedarf. Pius XII. bat den Patrologen Faller, dieses Thema zu untersuchen. 1946 veröffentlichte Otto Faller seine Schrift De Priorum Saeculorum Silentio circa Assumptionem BMV  (Über das Schweigen der frühen Jahrhunderte zur Aufnahme der seligen Jungfrau Maria), und wurde dafür von Papst Pius XII. und Montini mit Handschreiben und päpstlicher Goldmedaille ausgezeichnet. Fallers Veröffentlichung hat aber nicht alle offene Fragen beantwortet, und er selber hat dieses Thema später nicht mehr aufgegriffen.

### Ambrosius von Mailand

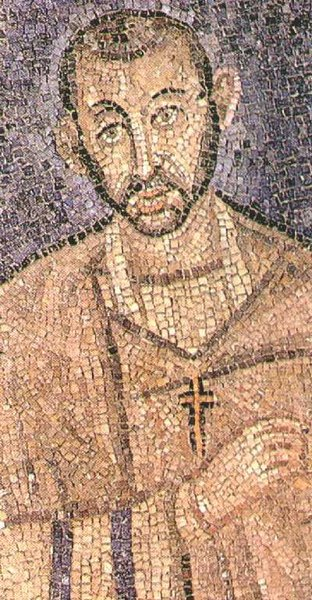
Ambrosius von Mailand, Mosaik in St. Ambrogio, Mailand

Schon in den zwanziger Jahren begann Otto Faller seine Untersuchungen über Ambrosius. Seine frühen Schriften untersuchen die Echtheit gewisser Texte und Teilaspekte, wie die Taufe bei Ambrosius. Papst Pius XI., ein großer Ambrosiuskenner und ehemaliger Direktor der Ambrosiana, erteilte ihm den Auftrag, bei Corpus Scriptorum Ecclesiasticorum Latinorum (CSEL) die Ambrosius-Ausgabe weiterzubringen und wenn möglich zu vollenden. Das ist ihm fast gelungen, bis auf die so wichtigen Prolegomina seines letzten Bandes, der Briefe von Ambrosius, deren Fehlen mögliche Fehldeutungen ermöglichen.

## Veröffentlichungen
- S. Ambrosii, De virginibus (= Florilegium Patristicum tam veteris quam medii aevi auctores complectens, Bd. 31). Peter Hanstein Verlag, Bonn 1933.
- De Priorum Saeculorum Silentio circa Assumptionem B. Mariae Virginis. Universitas Gregoriana, Rom 1946.
- Ambrosius, Explanatio symboli, De sacramentis, De mysteriis, De paenitentia, De excessu fratris Satyri, De obitu Valentiniani, De obitu Theodosii (= CSEL Corpus Scriptorum Ecclesiasticorum Latinorum, Bd. 73), Wien 1955.
- Ambrosius, De fide ad Gratianum Augustum (= CSEL Corpus Scriptorum Ecclesiasticorum Latinorum, Bd. 78). Wien 1962.
- Otto Faller, Ambrosius, De spiritu sancto, De incarnationnis dominicae (= CSEL Corpus Scriptorum Ecclesiasticorum Latinorum, Bd. 79). Wien 1964.
- Ambrosius, Epistulae et acta, Bd. 1: Epistularum libri I–VI (= CSEL Corpus Scriptorum Ecclesiasticorum Latinorum, Bd. 82/1). Wien 1968.
- Wortindex zu den Schriften des Hl. Ambrosius. Vorarbeiten zu einem Lexicon Ambrosianum: Wortindex zu den Schriften des Hl. Ambrosius. Nach der Sammlung von Otto Faller bearbeitet von Ludmilla Krestan. Verlag der Österreichischen Akademie der Wissenschaften, Wien 1979, ISBN 3-7001-0307-7.

Weitere kleinere Schriften, vor allem aus den Jahren 1922 bis 1939 finden sich in verschiedenen Fachzeitschriften und in den Stimmen der Zeit.